# Мутація
Мута́ції у біології — зміни генетичного матеріалу (зазвичай ДНК або РНК).

## Загальний опис
Мутації можуть бути спричинені помилками копіювання генетичного матеріалу на стадії поділу клітини, опроміненням радіацією, хімічними речовинами (мутагенами), вірусами або можуть відбуватися свідомо під клітинним контролем протягом таких процесів як, наприклад, мейоз або гіпермутація. У багатоклітинних організмах мутації можуть бути поділені на генеративні мутації, які можуть бути передані нащадкам, і соматичні мутації. Соматичні мутації не можуть передаватися нащадкам у тварин. Рослини іноді можуть передавати соматичні мутації своїм нащадкам безстатево або статево (у випадку, коли брунька розвивається в соматично зміненій частині рослини).
Мутації розглядаються як рушійна сила еволюції, де менш сприятливі (або шкідливі) мутації видаляються з генофонду природним добором, тоді як сприятливі (вигідні) мутації прагнуть накопичуватися. Нейтральні мутації визначаються як мутації, чиї ефекти не впливають на виживання видів або індивідуумів, які складають види. Вони також можуть накопичуватися. Переважна більшість мутацій не мають ніякого ефекту, тому що механізми репарації ДНК (ремонту ДНК) можуть виправити більшість змін перед тим, як вони стануть постійними мутаціями, і більшість організмів мають механізми для усунення видозмінених соматичних клітин.
Мутації відкрив де Фріз в 1900 р., спостерігаючи за мінливістю енотери (Oenothera).

## Класифікація

### За впливом на структуру хромосоми
Послідовність ДНК гена може бути змінена безліччю шляхів. Генетичні мутації мають різні ефекти на здоров'я залежно від того, де вони відбуваються і чи змінюють вони функцію важливих білків. Структурно, мутації можуть бути класифіковані, як:
- Невеликі мутації, що охоплюють один або декілька нуклеотидів, зокрема:
  - Точкові мутації, часто викликані хімічними речовинами або помилками при реплікації ДНК, та являють собою заміну одного нуклеотиду іншим. Найбільш поширеними є транзиції, тобто заміна пурину на пурин (A↔G) або піримідину на піримідин (C↔T). Така заміна може бути викликана азотистою кислотою, помилкою спарювання основ або мутагенними аналогами основ, наприклад, 5-бромо-2-дезоксиуридином (BrdU). Менш поширений випадок — трансверсія, або заміна пурину на піримідин або піримідину на пурин (C/T↔A/G). Точкова мутація може бути нейтралізована іншою точковою мутацією, в якій нуклеотид змінюється назад до свого оригінального стану (дійсна реверсія) або додатковою мутацією у іншому місці, яка призводить до відновлення функціональності гена (додаткова реверсія). Такі зміни класифікуються як переходи або трансверсії. Приклад трансверсії — аденін, що перетворюється на цитозин. Точкові мутації, які відбуваються в білок кодуючій ділянці гена, можуть бути класифіковані на три види, залежно від впливу заміни нуклеотиду на зміст кодону:
    - Синонімічні мутації (або сеймсенс-мутації): які кодують ту ж саму амінокислоту. Такі мутації наявні коли заміна нуклеотиду на інший не змінює зміст кодона, тобто послідовність кодує ту саму амінокислоту. Синонімічні мутації є можливими внаслідок виродженості геному.
    - Несинонімічні мутації (міссенс мутації): які кодують іншу амінокислоту. Такі мутації виникають коли заміна нуклеотиду на інший змінює зміст кодона і кодується інша амінокислота.
    - Нонсенс-мутації (беззмістовні): які кодують код зупинки (стоп-кодон) трансляції білка. Вони виникають при утворенні внаслідок точкової мутації послідовності стоп-кодону з подальшою зупинкою трансляції білка.

  - Вставки (інсерції) додають один або більше нуклеотидів до ДНК. Вони викликані мобільними генетичними елементами, або помилками протягом копіювання елементів, що повторюються (наприклад AT повторення). Вставки в кодуючі області гена можуть впливати на сплайсинг мРНК або спричиняти зсув рамки зчитування[en] (англ. frameshift), що може значно змінити кінцевий продукт гена. Вставки можуть бути обернені делецією мобільного генетичного елементу. Багаторазовий повтор декількох нуклеотидів називається експансією повторів.
  - Делеції видаляють один або більше нуклеотидів із ДНК. Подібно до вставок, ці мутації можуть викликати зсув рамки зчитування гена. Вони незворотні.

- Великі мутації в хромосомній структурі, зокрема:
  - Ампліфікації (або дублювання гена, дуплікації) відбуваються в тому випадку якщо вставки багаторазово повторюють послідовність, яка присутня поблизу місця інсерції, що призводить до створення багатьох копій хромосомних областей, збільшуючи дози генів, розміщених в їхніх межах.
  - Делеції великих хромосомних областей приводять до втрати генів в межах цих областей.
  - Мутації, внаслідок яких поєднуються разом окремі ділянки ДНК, що може спричинити утворення гібридних генів з новими функціями (наприклад bcr-abl). До таких мутації належать:
    - Хромосомні транслокації: обмін частинами генів між негомологічними хромосомами. Зокрема розрізняють реципрокні та нереципрокні транслокації. Різновидом реципрокних транслокацій є робертсонівські транслокації, внаслідок яких відбувається об'єднання двох акроцентричних хромосом.
    - Інтерстиціальні (проміжні) делеції: видалення областей ДНК з одної хромосоми, таким чином сполучаючи віддалені гени.
    - Хромосомні інверсії: зміна орієнтації хромосомного сегменту. Залежно від того, чи залучає інверсія область центромери, виділяють відповідно перицентричні та парацентричні інверсії.

  - Втрата гетерозиготності: втрата одного алелю, шляхом делеції або рекомбінації, в організмах які перед тим мали два.
  - Крім точкових і хромосомних мутацій існують геномні мутації, до яких належать:
    - Гаплоїдія - зменшення вдвічі диплоїдного набору хромосом.
    - Поліплоїдія - кратне гаплоїдному збільшення кількості хромосом (триплоїдія, тетраплоїдія) Анеуплоїдія - не кратна гаплоїдному набору зміна кількості хромосом, що може проявлятись у зменшенні або збільшенні копій хромосом (нулісомія, моносомія, трисомія)

### За впливом на функції
- Мутації втрати функції (інактивуючі мутації) призводять до втрати функції білкового продукту гена. Коли алель має повну втрату функції (нульовий алель), така мутація часто називається аморфною мутацією, тобто за якої не виробляється продукт данного гена. Фенотипи, пов'язані з такими мутаціями, частіше всього рецесивні, але є винятки— коли організм гаплоїдний або коли однієї копії алеля дикого типу в гетерозиготі мало для підтримання нормального фенотипу (гаплонедостатність). Також можлива часткова втрата функцій генів (гіпоморфні мутації), внаслідок яких зберігається нормальна функція гена але не в повному обсязі, і в результаті синтезується менша кількість білків або білки які мають нижчу ефективність порівняно з диким типом.
- Мутації отримання функції сприяють набуттю продуктом гену нової, не характерної для нього функції. Такі мутації мають домінантний фенотип.
- Домінантні негативні мутації (також відомі як антиморфні мутації) змінюють продукт гену та його функцію на протилежну порівняно з алелем дикого типу. Такі мутації характеризуються домінантним або напів-домінантним фенотипом. Синдром Марфана у людини — приклад домінантної негативної мутації, яка проявляється як аутосомна домінантна хвороба. Синдром Марфана спричинений мутаціями в гені фібриліну (FBN1), в результаті чого продуктом гену стає дефектний фібрилін.
- Летальні мутації — мутації, які приводять до передчасної смерті організму у ранній період розвитку до настання здатності до розмноження. Наприклад, при схрещуванні жовтих (гетерозиготних) мишей або платинових лисиць гинуть гомозиготи за домінантним алелем. Але більшість летальних мутацій є рецесивними.
- Сублетальні мутації— мутації, які знижують життєдіяльність особин.
- Нейтральні мутації — мутації, що не впливають на життєдіяльність організму при звичайних умовах існування.

### За аспектом зміненого фенотипу
- Морфологічні мутації спричиняють зміни у зовнішності індивідуума, наприклад зміни розміру, кольору, форми. Такі мутації можуть змінити висоту рослини або вигляд її насіння, наприклад від гладкого до грубого.
- Біохімічні мутації приводять до пошкоджень, що зупиняють ферментний шлях. Внаслідок біохімічних мутацій можуть виникати морфологічні зміни в зовнішності індивідуума.

### Спеціальні категорії
Умовна мутація — мутація, яка має фенотип дикого типу при певних природніх умовах і мутантний фенотип за інших обмежених умов. Умовні мутації також можуть бути смертельними.
Причини мутацій: Два класи мутацій — спонтанні мутації (молекулярний розпад), що виникають через помилки в біологічних процесах, таких як реплікація ДНК та індуковані мутації, викликані мутагенами.
Спонтанні мутації на молекулярному рівні включають:
- Таутомерія (або таутомерний зсув)—заміна таутомерів, коли іміно або енольна форма азотистих основ включається в ланцюг ДНК при реплікації. В основі замінюється розташування водневого атома.
- Депуринація[en] — Втрата пурину (А або G), виникає внаслідок пошкодження глікозидного зв'язку між основою і дезоксирибозою, в результаті чого формуються апуринові сайти. Відсутність репарації і вставка основи навпроти апуринового сайту може призвести до мутації.
- Деамінація — Заміна нормальної основи на нетипову; C → U, (може бути виправлена внаслідок репарації ДНК), або спонтанної деамінації 5-метилцитозину (непоправна). Аденін деамінується в гіпоксантин.
- Транзиція — зміни пурину на інший пурин, або піримідину на піримідин.
- Трансверсія — пурин стає піримідином або навпаки.

Індуковані мутації на молекулярному рівні можуть бути викликані:
- Хімічними речовинами (Хімічні мутагени можуть бути як метаболітами клітини, тобто аутомутагенами, або потрапляти в клітину ззовні  як ксенобіотики)
  - Нітрозогуанідин (Nitrosoguanidine, NTG)
  - Гідроксиламін
  - Аналоги основ (наприклад BrdU) 5-бромурацил, що є аналогом тиміну, але на відміну від нього легше таутомеризується, в результаті чого при реплікації напроти 5-бромурацилу в новий ланцюг часто включається гуанін.
  - Прості хімічні речовини (наприклад кислоти)
  - Алкілуючі агенти (наприклад, N-етил-N-нітрозосечовина, англ. N-ethyl-N-nitrosourea, ENU)). Ці агенти можуть діяти на ДНК як при реплікації, так і у інший час. На відміну, аналог основи може тільки видозмінити ДНК якщо він включається при реплікації ДНК. Кожний з цих класів хімічних мутагенів має певні ефекти, які приводять до транзицій, трансверсій або делецій.
  - Метилируючі агенти (наприклад етил-метансульфонат[en] (EMS)))
  - Поліциклічні вуглеводні (наприклад бензопірен, знайдений у вихлопах двигунів внутрішнього згорання)
  - Інтеркаляційні агенти (наприклад, бромистий етідій, англ. ethidium bromide) Бромистий етидій інтеркалюється в ДНК, чим збільшує відстань між сусідніми парами основ, в результаті чого під час реплікації додатковий нуклеотид вставляється в таке місце (інсерція).
  - Крослінкери[en] або агенти поперечного зшивання ДНК (наприклад, платина)
  - Окислювальне пошкодження, викликане кисневими радикалами. Сильні окисники, такі як азотиста кислота викликають хімічні модифікації азотистих основ, а також можуть сприяти появі вільних радикалів.

- Фізичними факторами
  - Ультрафіолетове випромінювання (неіонізуюче випромінювання) — збуджує електрони до вищого енергетичного рівня та спричиняє фотохімічні реакції. Дві нуклеотидні основи ДНК — цитозин та тимін — найчутливіші до збудження, яке може змінити властивості спаровування цих основ і призвести до утворення піримідинових димерів.
  - Іонізуюча радіація (іонізуюче випромінювання) спричиняє руйнування різноманітних ковалентних зв'язків, що спричиняє точкові і хромосомні мутації
  - Радіація або електромагнітне випромінювання

- Біологічними факторами (інфекційний мутагенез). Мутації можуть бути спричинені вірусами, бактеріями та паразитами.
  - Віруси — деякі віруси здатні інтегрувати ДНК у геном людини, що здатне спричинити мутацію і вплинути на експресію генів.

У ДНК існують так звані гарячі точки, де мутації відбуваються до 100 разів частіше, ніж у решті ДНК. Гаряча точка може знаходитися в незвичайній основі, наприклад, 5-метилцитозині.
Частота мутацій також відрізняється для різних видів. Еволюційні біологи запропонували, що вищі частоти мутації вигідні в деяких ситуаціях, тому що вони дозволяють організмам еволюціонувати і тому пристосувати швидше до своїх навколишніх середовищ. Наприклад, багатократна дія антибіотиків на бактерій і відбір стійких мутантів може привести до відбору бактерій, які мають вищі частоти мутацій, ніж оригінальна популяція (мутаторна лінія).

## Мутації і хвороби
Зміни в ДНК, викликані мутацією, можуть спричиняти помилки в послідовності білка, створюючи частково або цілком нефункціональні білки. Нормальне функціонування кожної клітини залежить від тисяч білків, що повинні функціонувати в необхідному місці у визначений час. Коли мутація змінює білок, який відіграє критичну роль для організму, може виникнути захворювання. Захворювання, викликане мутаціями в одному або більшій кількості генів називається генетичним захворюванням. Проте, тільки маленький відсоток мутацій викликають генетичні захворювання, більшість не мають ніякого впливу на здоров'я. Наприклад, деякі мутації змінюють послідовність основ ДНК гена, але не замінюють функцію білка, зробленого геном.
Якщо мутація присутня в зародковій клітині, вона може дати початок нащадку, який буде носити мутацію у всіх своїх клітинах. Це причина спадкових хвороб. З іншого боку, мутація може відбуватися в соматичній клітині організму. Такі мутації будуть присутні у всіх нащадках цієї клітини, і певні мутації можуть примусити осередок почати безконтрольно відтворюватися, що викликає рак. Часто, мутації гена, які могли б спричинити генетичну хворобу, виправляються репараційною системою клітини. В кожній клітині наявно безліч механізмів і шляхів через які ферменти знаходять і ремонтують помилки в ДНК. Оскільки ДНК може бути пошкоджена або видозмінена по різному, процес ремонту ДНК є важливим процесом для захисту організму від захворювань.
Низький відсоток всіх мутацій може мати позитивний ефект. Такі мутації приводять до виникнення нових версій білків, які допомагають організму і його майбутнім поколінням краще пристосуватись до змін в їхньому навколишньому середовищі. Наприклад, вигідна мутація здатна спричинити виникення білка, який захищатиме організм від нової лінії бактерій.

## Мутагенез
Існує штучний мутагенез, або індукований мутагенез, також наявний спонтанний мутагенез. Штучний мутагенез може використовуватися як ефективний генетичний інструмент. Індукуючи мутагенез і далі спостерігаючи за фенотипом організму можна визначити функції певних генів. Існує декілька моделей мутагенезу. У полімеразній моделі причиною мутацій є спорадичні помилки ДНК-полімераз, при вставлянні нуклеотидів. Часто мутації у прокаріотів можуть виникати завдяки процесу неточного синтезу ДНК або SOS — репарації, яка проходить при наявності великої кількості помилок. За такого процесу відбувається перемикання на полімеразу низької точності, яка вставляє напроти тимінового димеру два довільні нуклеотиди і виникає мутація. Вотсон і Крік запропонували таутомерну гіпотезу спонтанного мутагенезу. Вони припустили що мутації можуть виникати під час синтезу комплементарного ланцюга коли азотиста основа трапляється в одній з менш імовірних таутомерних форм. Такі мутації легко зберігаються через те що  таутомерні форми основ не спотворюють спіральну структуру ДНК. Таутомерна гіпотеза Вотсона і Кріка була підтверджена експериментально. Одна модель припускає, що причиною УФ-індукованого мутагенезу є дезамінування цитозина або 5-метилцитозина в межах піримідинового димера. Полімеразно-таутомерна модель опирається на гіпотезу Вотсона і Кріка.

## Інтернет-ресурси
- Jones S, Woolfson A, Partridge L (6 грудня 2007). Genetic Mutation. In Our Time. BBC Radio 4. Процитовано 18 жовтня 2015.
- Liou S (5 лютого 2011). All About Mutations. HOPES. Huntington's Disease Outreach Project for Education at Stanford. Процитовано 18 жовтня 2015.
- Locus Specific Mutation Databases. Leiden, the Netherlands: Leiden University Medical Center. Процитовано 18 жовтня 2015.
- Welcome to the Mutalyzer website. Leiden, the Netherlands: Leiden University Medical Center. Процитовано 18 жовтня 2015. — The Mutalyzer website.